# Serrat de la Capella (els Masos de la Coma)
El Serrat de la Capella és un serrat del municipi de Conca de Dalt, antigament del d'Hortoneda de la Conca, situat en terres de la caseria dels Masos de la Coma.
Es troba just a l'extrem de ponent de la Coma d'Orient, damunt i a ponent de la Borda de l'Aubarell, a llevant de l'Obaga de la Coma. Per la part superior d'aquest serrat discorre la Pista de Boumort, i per la inferior, la Pista dels Masos de la Coma.